# The 7th Voyage of Sinbad
The 7th Voyage of Sinbad (De zevende reis van Sinbad) is een fantasyfilm uit 1958 uitgebracht door Columbia Pictures. Hij werd geregisseerd door Nathan H. Juran en was de eerste van drie Sinbad-films gemaakt door Columbia. Tijdens het proces werd gebruikgemaakt van een speciale stop-motiontechniek genaamd Dynamation.
Hoewel de twee vervolgdelen, The Golden Voyage of Sinbad en Sinbad and the Eye of the Tiger, gelijkaardig zijn vernoemd, volgen ze niet de plot van The Seventh Voyage of Sinbad the Sailor.
In 2008 werd de film geselecteerd voor behoud in de Amerikaanse National Film Registry door het Library of Congress, omdat hij "cultureel, historisch en esthetisch" belangrijk is.

## Rolverdeling
| Acteur            | Personage      | Beschrijving                   |
| ----------------- | -------------- | ------------------------------ |
| Kerwin Mathews    | Sinbad         | het hoofdpersonage van de film |
| Kathryn Grant     | Prinses Parisa |                                |
| Richard Eyer      | Barani         | de Djinn                       |
| Torin Thatcher    | Sokurah        |                                |
| Alec Mango        | Chandra        | de kalief van Bagdad           |
| Harold Kasket     | de Sultan      | Parisa's vader                 |
| Alfred Brown      | Harufa         | Sinbads loyale rechterhand     |
| Nana DeHerrera    | Sadi           |                                |
| Virgilio Teixeira | Ali            | Sinbads bemanningslid          |
| Danny Green       | Karim          |                                |
| Juan Olaguivel    | Golar          |                                |

### Creaturen
- Cycloop
- Nāga
- Roc
- Demonen
- Draak
- Skeleton-krijger (ondood geraamte)

## Kritische ontvangst
De film werd, en blijft, goed beoordeeld door zowel recensenten als het publiek. Hij kreeg een beoordeling van 100% op de website Rotten Tomatoes, waar diverse beoordelaars de nostalgische waarde prezen. Criticus Ken Hanke noemt de film "Kindertijd-spul van de meest aangrijpende soort".